# 756 Lilliana
756 Lilliana è un asteroide della fascia principale del diametro medio di circa 71,5 km. Scoperto nel 1908, presenta un'orbita caratterizzata da un semiasse maggiore pari a 3,1959469 UA e da un'eccentricità di 0,1483825, inclinata di 20,35365° rispetto all'eclittica.
Il suo nome è in onore della sorella di Harlow Shapley, un astronomo statunitense.